# Belčići
Belčići is een plaats in de gemeente Jastrebarsko in de Kroatische provincie Zagreb. De plaats telt 93 inwoners (2001).